# Callidula lunigera
Callidula lunigera is een vlinder uit de familie van de Callidulidae. De wetenschappelijke naam van de soort is voor het eerst geldig gepubliceerd in 1879 door Butler.